# Robert Focken
Robert Focken (* 1963 in Höxter) ist ein deutscher Schriftsteller.

## Leben
Nach dem Abitur wurde Focken zunächst Soldat auf Zeit der Bundeswehr. Eine journalistische Ausbildung erhielt er später als Volontär bei der Frankfurter Allgemeinen Zeitung in Frankfurt am Main, bevor er Geschichtswissenschaft in der Rheinischen Friedrich-Wilhelms-Universität Bonn studierte. Heute arbeitet er im Finanzsektor. Seine Leidenschaft gilt der Geschichte, und so erschien 2015 sein erster Historienroman um den sächsischen Krieger Arnulf. Laut eigener Aussage ist es seine Vision, „das gesamte deutsche Mittelalter in Form einer Romanserie nacherzählen, die der Arnulfschen Familie und ihren Nachkommen folgt.“
Focken lebt mit seiner Familie im Vordertaunus.

## Veröffentlichungen (Auswahl)
- Arnulf – Die Axt der Hessen, 2015, Acabus Verlag, ISBN 978-3-86282-340-6
- Arnulf – Das Schwert der Sachsen, 2017, Heyne, ISBN 978-3-453-47150-4
- Arnulf – Kampf um Bayern, 2019, Acabus, ISBN 978-3-86282-715-2
- Arnulf – Der Herr der Elbe, 2022, Acabus, ISBN 978-3-86282-818-0